# حجت‌آباد (سرایان)
حجت آباد روستایی در دهستان آیسک بخش آیسک شهرستان سرایان استان خراسان جنوبی ایران است. بر پایه سرشماری عمومی نفوس و مسکن در سال ۱۳۹۰ جمعیت این روستا ۱۹۸ نفر (در ۵۴ خانوار) بوده است.